# Luigi Ernesto Palletti
Luigi Ernesto Palletti (1956. október 29.) a La Spezia-Sarzana-Brugnatói egyházmegye megyéspüspöke.

## Papi szolgálata
20 évesen iratkozott be a Genovai Nagyszemináriumba, ahol teológiai tanulmányokat folytatott. Genovában szentelték pappá 1983. június 29-én. 2004. december 18-án Fundi címzetes püspökévé, egyidejűleg a Genovai főegyházmegye segédpüspökévé nevezték ki. Püspökkké 2005. január 16-án szentelték. XVI. Benedek pápa 2012. október 20-án kinevezte a La Spezia-Sarzana-Brugnatói egyházmegye megyéspüspökévé.

## Fordítás
- Ez a szócikk részben vagy egészben  a   Luigi Palletti című angol Wikipédia-szócikk fordításán alapul.  Az eredeti cikk szerkesztőit annak laptörténete sorolja fel. Ez a jelzés csupán a megfogalmazás eredetét és a szerzői jogokat jelzi, nem szolgál a cikkben szereplő információk forrásmegjelöléseként.
- Ez a szócikk részben vagy egészben  a   Luigi Ernesto Palletti című német Wikipédia-szócikk fordításán alapul.  Az eredeti cikk szerkesztőit annak laptörténete sorolja fel. Ez a jelzés csupán a megfogalmazás eredetét és a szerzői jogokat jelzi, nem szolgál a cikkben szereplő információk forrásmegjelöléseként.